# Volta à Arábia Saudita
A Volta à Arábia Saudita Saudita (oficialmente: The Saudi Tour) é uma carreira ciclista por etapas que se disputa na Arábia Saudita. A prova está organizada pela ASO desde o ano de 2020.
A primeira edição disputou-se em 1999, celebrando-se também em 2001 e 2002 até que se cancelou. Desde que reactivasse-se em 2020, a carreira faz parte do UCI Asia Tour dentro da categoria 2.1.

## Palmarés

### Volta à Arábia Saudita
| Ano  | Vencedor          | Segundo              | Terceiro         |
| ---- | ----------------- | -------------------- | ---------------- |
| 1999 | Amr Elnady        | Yuriy Plyukhin       | Ondrej Slobodník |
| 2001 | Ghader Mizbani    | Mohamed Abdel Fattah | Hossein Askari   |
| 2002 | Ghader Mizbani    | Serguei Lavrenenko   | Sergey Tretyakov |
| 2013 | Murad Tarik Obaid | Ali Abadi            | Ayman Al Habtra  |

### Saudi Tour
| Ano  | Vencedor        | Segundo               | Terceiro          |           |
| ---- | --------------- | --------------------- | ----------------- | --------- |
| 2020 | Phil Bauhaus    | Nacer Bouhanni        | Rui Costa         |           |
| 2021 | cancelado       | cancelado             | cancelado         | cancelado |
| 2022 | Maxim Van Gils  | Santiago Buitrago     | Rui Costa         |           |
| 2023 | Ruben Guerreiro | Davide Formolo        | Santiago Buitrago |           |
| 2024 | Simon Yates     | William Junior Lecerf | Finn Fisher-Black |           |
| 2025 | Thomas Pidcock  | Fredrik Dversnes      | Johannes Kulset   |           |

## Palmarés por países
| País  | Vitórias |
| ----- | -------- |
| Irão  | 2        |
| Egito | 1        |